# خاندان نیکایدو
خاندان نیکایدو (به ژاپنی: 二階堂氏 Nikaidō-shi) یکی از خاندان‌های سامورایی در ژاپن بود که بر بخش ایواسه، فوکوشیما در ولایت موتسو در دوره سنگوکو حکمرانی می‌کرد.